# Flaneur

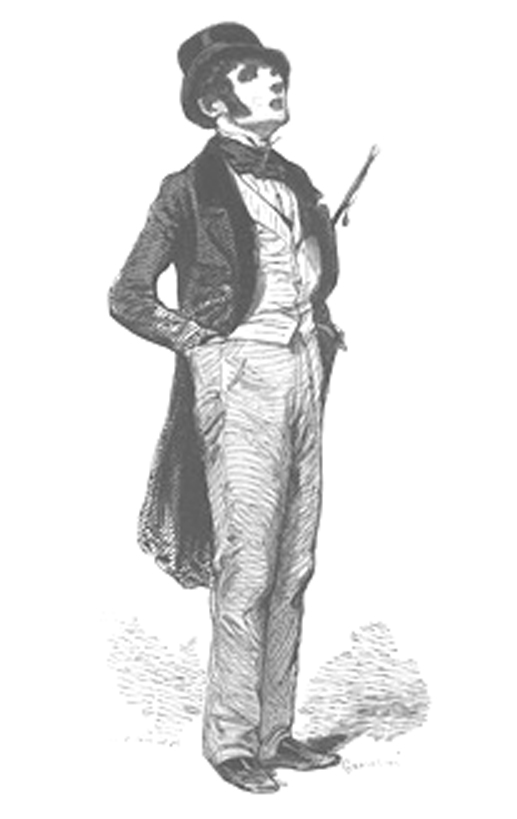
Paul Gavarni: Le Flâneur, 1842

Der Flaneur (aus französisch flâner ‚umherstreifen, umherschlendern‘) ist ein Mensch, der im Spazierengehen schaut, genießt und planlos umherschweift – er flaniert, beziehungsweise er gibt sich der Flanerie hin.

## Gegenstandsbestimmung
Der Flaneur bezeichnet eine literarische Figur, die durch Straßen und Passagen der Großstädte mit ihrer anonymen Menschenmasse streift (flaniert). Hier bietet sich ihm Stoff zur Reflexion und Erzählung. Der Flaneur lässt sich durch die Menge treiben, schwimmt mit dem Strom, hält nicht inne, grüßt andere Flaneure obenhin. Der Flaneur ist intellektuell und gewinnt seine Reflexionen aus kleinen Beobachtungen. Er lässt sich sehen, aber sieht auch, wenngleich mit leichter Gleichgültigkeit (von Georg Simmel in seinem Aufsatz Die Großstädte und das Geistesleben treffend als Blasiertheit identifiziert). Der Flaneur in all seiner Dandyhaftigkeit stellt ein wichtiges Thema der – vor allem weltstädtischen – individualisierten Kunst dar, auch der Lebenskunst.
Sein weibliches Äquivalent, die Passante (französisch für ‚Spaziergängerin‘, vergl. Passant), tritt insbesondere in den Werken Marcel Prousts auf, der seine weiblichen Charaktere als schwer greifbare, vorbeiziehende (englisch passing) Figuren porträtierte, die seine obsessive und besitzergreifende Perspektive auf sie ignorierten (vgl. Auf der Suche nach der verlorenen Zeit).
Der Schriftstellerin Aminatta Forna zufolge galt zielloses, unbegleitetes Spazieren bei Frauen als Zeichen der Prostitution, eine Zuschreibung, die erst überwunden werden musste: „Walking, for a woman, can be an act of transgression against male authority […] Virginia Woolf, Jean Rhys, George Sand, the flâneuses who recorded their flânerie were women who all defied male authority in other ways, too.“ (Übersetzt etwa: „Spazieren kann für eine Frau ein Akt der Überschreitung männlicher Autorität sein […] Virginia Woolf, Jean Rhys, George Sand, die Flaneusen, die ihr Flanieren aufgezeichnet haben, waren Frauen, die allesamt männliche Autorität auch sonst herausgefordert haben.“)

## Geschichte

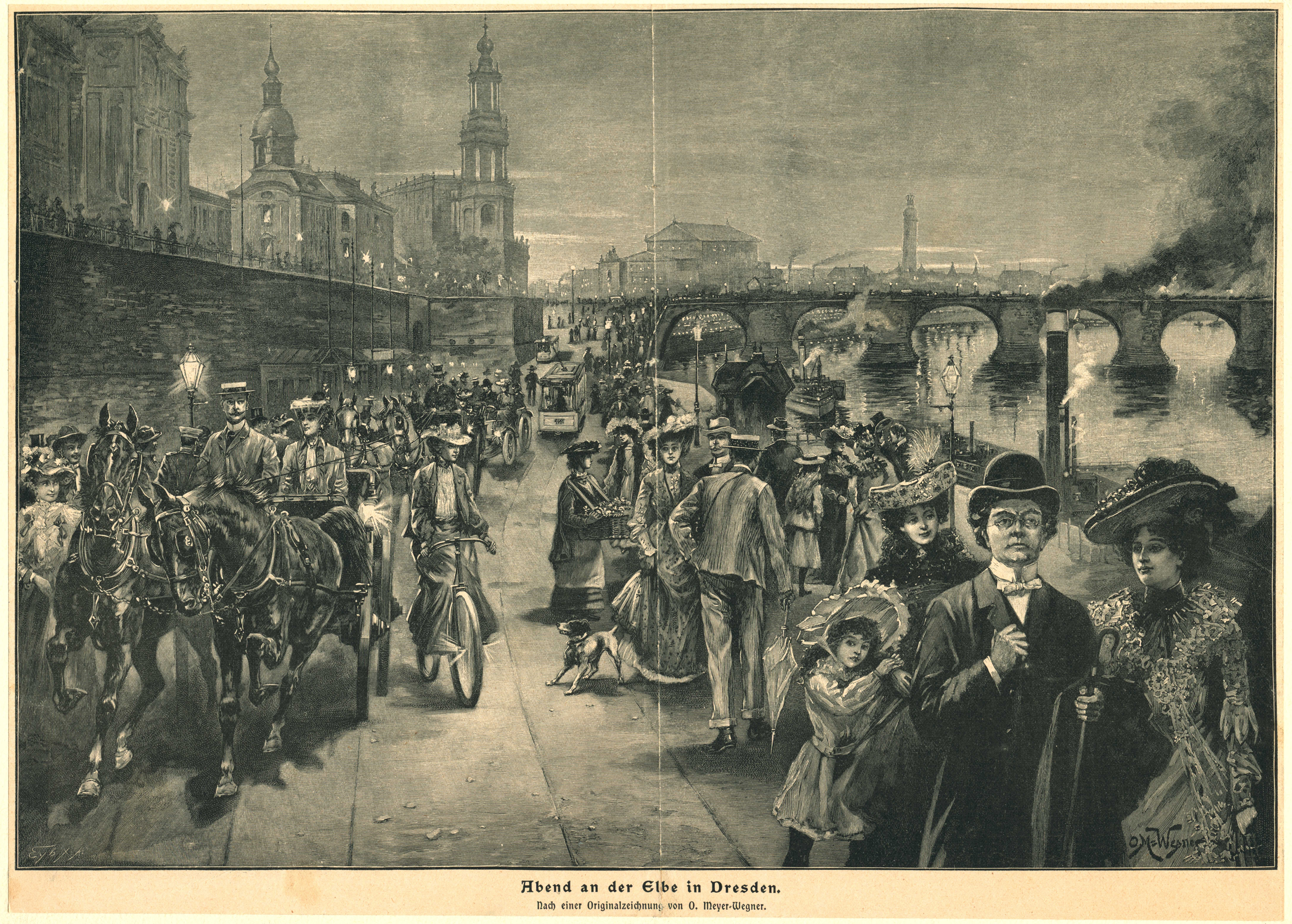
Flaneure an der Elbe in Dresden um 1900

Sein früheres Ebenbild war der Wanderer, der die Natur durchstreifte, und an dem, was er dort beobachtete, seine Gedanken und Gefühle artikulierte.
James Wood sieht in Flauberts Erfindung des wachen Flaneurs mit verfeinertem Blick, dessen Wahrnehmungen der Erzähler wiedergibt, einen Grundzug des literarischen Realismus.
Das Konzept des Flaneurs im 20. Jahrhundert wurde von Walter Benjamin am Beispiel des Pariser Boulevard-Lebens eingeführt. Die Begrifflichkeit nahm er von Charles Baudelaire, durch den die Verschmelzung von Künstler und Flaneur in der Gestalt des „Malers des modernen Lebens“ kanonisch geworden ist.
Benjamin befasst sich in Das Passagen-Werk (1940) auch mit Marcel Prousts Auf der Suche nach der verlorenen Zeit (1913) und sieht dort eine Entwicklung weg vom romantischen Landschaftsgefühl hin zu einem neuen Gefühl einer romantischen „Stadtschaft“.

„So nun, völlig außerhalb von jeder literarischen Absicht und ohne einen Gedanken daran, fühlte ich manchmal meine Aufmerksamkeit plötzlich gefangen von einem Dach, einem Sonnenreflex auf einem Stein, dem Geruch eines Weges, und zwar gewährten sie mir dabei ein spezielles Vergnügen, das wohl daher kam, daß sie aussahen, als hielten sie hinter dem, was ich sah, noch anderes verborgen, das sie mich zu suchen aufforderten und das ich trotz aller Bemühungen nicht zu entdecken vermochte.“

Guillaume Apollinaire knüpft an den Flaneur bei Baudelaire an und entwickelt die Figur weiter. Er bezieht sich in Le Flâneur des deux rives (1918) auf eine Wirklichkeit, in der ihm die bizarre Verbindung von modernen und idyllischen Elementen ins Auge fällt. Apollinaire beschreibt unter anderem Kunsthandlungen und Literatencafes und wandert durch melancholisch-stille Straßen eines Pariser Vororts. Der Autor findet schon wie spätere Dadaisten Vergnügen an zufälligen, bizarren Banalitäten wie Graffiti auf zerfallenen Hausmauern, die bei ihm „poesiefähig“ werden. Aus diesen Objet trouvés entwickelt der Autor auch weitere Visuelle Poesie.
Soziologisch wurde die Figur des Flaneurs von Georg Simmel vorbereitet (der Mensch „im Schnittpunkt sozialer Kreise“), von David Riesman am Beispiel von New York abgeändert (Faces in the Crowd) und von Jean Baudrillard aktualisiert und kommentiert. Aber auch Autoren wie Joseph Roth lassen sich der flânerie zuordnen.
Der Flaneur des 20. Jahrhunderts, der vorwiegend versuchte, in der Masse der Straße unterzugehen, um so das soziale Geschehen beobachten zu können, unterscheidet sich vom Flaneur des 19. Jahrhunderts, der sich in seiner langsamen Gangart dandyhaftig durch die Straßen einem öffentlichen Publikum ausstellte.
Wie sich eine Kultur des Gehens als kritische Alternative zu mechanisierter Mobilität wie beispielsweise der Eisenbahn und dem Automobil entwickelt und dabei an Traditionen anknüpft, die zwischen Denken, Schreiben und Gehen Zusammenhänge entdeckt, lässt sich an Robert Walsers Der Spaziergang nachvollziehen. Diese Traditionen finden sich in Vorgängern wie Jean-Jacques Rousseau, Friedrich Schiller oder auch Romantikern wie William Wordsworth. Den urbanen Flaneuren wie Walter Benjamin, Franz Hessel und Marcel Proust setzt Walser ein eigenes Spazieren entgegen, das sich selbst reflektiert. Walsers Ansätze wurden unter anderem von Thomas Bernhard und Peter Handke weiterentwickelt und liegen auch der Promenadologie zugrunde.
Der Philosoph Theodor W. Adorno setzte in Minima Moralia (1951) das Rennen als ehemals überlebenswichtig in Bezug zum Straßenverkehr, der das bürgerliche Gehen verfremdet habe. Menschenwürde habe auf dem Recht zum Gehen bestanden, einem Rhythmus, der nicht vom Schrecken bestimmt war, wie es beim Rennen der Fall sei. Adorno sah das Flanieren mit dem liberalen Zeitalter vergehen, selbst dort, wo nicht Auto gefahren wird.
Adorno spricht in Beschäftigung mit Søren Kierkegaard eine weitere Form des Flanierens an und bezieht sich auf eine Jugendschrift Kierkegaards, in der Johannes Climacus, das spätere Pseudonym Kierkegaards, das seinen Standpunkt einnimmt, davon berichtet, wie sein Vater ihm das Verlassen der Wohnung untersagte, und ihm stattdessen vorschlug, „Ausgänge in der Stube“ zu machen und in der Wohnung herumzugehen: Der Flaneur, der im Zimmer spazieren geht. Wirklichkeit ist hier nach Adorno reflektiert von Innerlichkeit. Die Bilder von Innenräumen beim frühen Kierkegaard sprechen Adorno zufolge von der Kraft der Dinge. Das Interieur ist der reale Raum und deutet zugleich das metaphorische Interieur der Philosophie Kierkegaards an. Die Reflexion gehört hier direkt zum Interieur. Das Interieur ist für Adorno zugleich Zeichen der Täuschung und heuristisches Instrument der Wahrheitsfindung. Es ist sowohl Symptom der Befangenheit in bürgerlicher Innerlichkeit als auch historische Kategorie, die analysiert werden muss, um Erkenntnisse zu erlangen. Diese Form des Flanierens in der Wohnung erwähnt auch Walter Benjamin.
In jüngerer Zeit ist auch vom Ende des Flanierens die Rede, so bei Handke (1980), das sich auf die Unmöglichkeit des Spazierens in der nachindustriellen beschleunigten Großstadt bezieht.
Das neue Medium Film bietet mit seinen Techniken der Montage neue Möglichkeiten, die Wahrnehmungsbedingungen in Zeit und Raum der Großstadt darzustellen auch durch eine rasche Zusammendrängung wechselnder Bilder. Eine neuartige intermediale Perspektive auf den Flaneur zwischen Filmkunst, Literatur und Lyrik findet sich in Wim Wenders und Peter Handkes Film Der Himmel über Berlin (1987). Der Blick der Engel, die in die Häuser und Gedanken der Menschen in ihrem Alltag blicken können, ist der schweifende Blick des Flaneurs, wie er exemplarisch bei Walter Benjamin beschrieben ist: Er ist ein Einzelgänger, der durch die Straßen läuft und sich Notizen macht und auf der Suche nach dem Sinn seines Lebens oder dem Sinn eines Augenblicks seines Lebens ist. Dieser Augenblick wird dort begriffen nicht nur als eine Abfolge von Vergangenheit, Gegenwart und Zukunft, sondern auch als Augenblick des Staunens über den Alltag der Menschen unabhängig von Zeit und Ort. Dieser Blick wird im Film durch ein großes betrachtendes Auge dargestellt, das nach der Anfangssequenz mit der das Gedicht schreibenden Hand eingeblendet wird. Hier sind klare Bezüge und Weiterentwicklungen des Flaneurs im Vergleich zu Peter Handkes Das Gewicht der Welt (1977) zu erkennen, das in Form von Tagebuchaufzeichnungen eines reisenden Flaneurs verfasst ist. Kontrastiert wird das Flanieren der Engel durch die Stadt und die Gedanken der Sterblichen durch die Figur des Homer, der kein Flaneur, sondern Erzähler ist und als Erinnerungsforscher auf der Suche nach der verlorenen Zeit. Er symbolisiert den Bedeutungsverlust des zusammenhängenden Erzählens in der Moderne. So ist die Wohnung der Engel im Film die Staatsbibliothek zu Berlin, die in Gottfried Benns Gedicht Staatsbibliothek (1925) „Hades“ und „Himmel“ ist. Für Benn sind in diesem Gedicht enzyklopädische und erzählende Sachverhalte der Bücher nur nachrangig, es zählt nur ihr suggestiver Klang, die Staatsbibliothek wird als rauschhaftiges „Satzbordell“ aufgefasst.
In der Staatsbibliothek stellen sich die Engel hinter die Leser und sehen ihnen beim Blättern zu. Homer wandelt als Erzähler die Ilias ab und blättert zwar ebenfalls in Büchern, kann aber – im Kontrast zu den Engeln als Flaneuren – als Engel der Erzählung aufgefasst werden, dessen Aufgabe nicht das Flanieren, sondern die Erinnerung an die Pflicht zum Erzählen ist.
Die bewegliche Perspektive innerhalb der Großstadt bleibt in der Literatur aber trotz des ausgerufenen Endes des Flanierens bestehen, auch wenn sie sich hin zu postmodernen Bedürfnissen verschiebt. Die ziellose Bewegung des Flaneurs wird zu einer Bewegung in einer labyrinthischen Großstadt und der anonyme Flaneur zum Identitätslosen, wie zum Beispiel bei Christian Krachts Faserland 1995. Albrecht Selge verbindet in Wach (2010) die Figur des Flaneurs mit der Schlaflosigkeit. Der schlaflose altmodische Flaneur hat hier eine moderne Gestalt.
Der Flaneur bleibt auch in der Gegenwart eines der großen Themen der Kunst. Aktuelle Videoarbeiten nutzen modernste technische Mittel, sich als ihre eigenen Abbilder durch Stadtplanwelten treiben zu lassen.
Ein neuer mit dem Flaneur zusammenhängender Begriff ist der Phoneur, der sich mit mobiler Technologie ebenfalls im Stadtraum bewegt. Der Phoneur ist aktiver Nutzer des Informationsnetzes der Stadt, das grundlegend für die Urbanität der Gegenwart ist und als solcher jederzeit mit dem Datennetz verbunden und zugleich im virtuellen Raum. Diskutiert wird das neue Phänomen des Phoneurs heute im Rahmen von Globalisierungsdiskussionen in der Soziologie seit den 1990er Jahren.
Unter anderem der Schriftsteller Alain Claude Sulzer sieht in der Entwicklung des Internets eine neue Art digitalen Flaneur aufkommen, dessen Gedanken im Internet an verschiedensten Dingen hängenbleiben durch die „Flut an Verknüpfungen“. Versunken hängt der digitale Flaneur im Netz und springt von einem Gegenstand zum anderen in den Suchmaschinen und Enzyklopädien, die den Rahmen von Weltwissen anhand von Büchern mittlerweile gesprengt haben.
In aktueller kulturwissenschaftlicher Forschung untersucht man bezugnehmend auf Konzepte wie den Homo ludens das Flanieren auch im Zusammenhang mit neuen Medien wie Computerspielen, in denen ziellos umhergegangen werden kann.

## Beispiele
Die folgenden Texte sind einige bekannte Beispiele deutschsprachiger Flaneur-Literatur:
- Walter Benjamin: Das Passagen-Werk (1927–1940)
- Franz Hessel: Spazieren in Berlin (1929; Neuausgabe als: Ein Flaneur in Berlin)
- Günter Eichberger: Aller Laster Anfang – Ansichten eines Flaneurs (2003)
- Siegfried Kracauer: Straßen in Berlin und Anderswo (1964)